# Montenegro op het Eurovisiesongfestival 2025
Montenegro zal deelnemen aan het Eurovisiesongfestival 2025 in Bazel, Zwitserland. Het zal de 13de deelname van het land aan het Eurovisiesongfestival zijn. RTCG is verantwoordelijk voor de Montenegrijnse bijdrage voor de editie van 2025.

## Selectieprocedure
Na drie jaar afwezigheid maakte de Montenegrijnse openbare omroep op 15 augustus 2024 bekend terug te keren naar het Eurovisiesongfestival. Meteen werd duidelijk dat RTCG een nationale finale zou organiseren genaamd Montesong 2024. Het was voor het eerst sinds 2019 dat de omroep een nationale finale organiseerde.
Er namen zestien acts deel aan Montesong 2024. De punten werden gelijk verdeeld door een zevenkoppige vakjury en het grote publiek via televoting. Bij een gelijkstand kreeg de favoriet van de vakjury de voorkeur. Bij het einde van de stemming bleek dat de band Neonoen met Clickbait de meeste punten had weten te verwerven. Kort na afloop van de nationale finale bleek evenwel dat het winnende lied reeds een jaar voordien op een concert was gespeeld. Dit was in strijd met de regel van het Eurovisiesongfestival die stelde dat een deelnemend lied niet voor 1 september het jaar voorafgaand aan het festival mag zijn uitgebracht. Hierdoor werd de winnaar gediskwalificeerd en ging de overwinning en het bijbehorende ticket voor het Eurovisiesongfestival 2025 naar Nina Žižić.

## Montesong 2024
| Plaats | Artiest              | Lied                | Jury | Publiek | Totaal |
| ------ | -------------------- | ------------------- | ---- | ------- | ------ |
| 1      | Neoneon              | Clickbait           | 10   | 10      | 20     |
| 2      | Nina Žižić           | Dobrodošli          | 12   | 7       | 19     |
| 3      | Baryak               | Dva srca            | 3    | 12      | 15     |
| 4      | Đurđa                | To ljubav je        | 4    | 8       | 12     |
| 5      | Kejt                 | Obala raja          | 7    | 2       | 8      |
| 6      | Milena Vučić         | Škorpija            | 8    | 0       | 8      |
| 7      | Tina Džankić         | Nova                | 5    | 3       | 8      |
| 8      | Isak Šabanović       | Ljeto, ljeto, ljeto | 2    | 5       | 7      |
| 9      | Tamara Živković      | Poguban let         | 6    | 0       | 6      |
| 10     | Glumci Bend          | San                 | 0    | 6       | 6      |
| 11     | Verica Čuljković     | Čuješ li            | 0    | 4       | 4      |
| 12     | Nemanja Petrović     | Među zvijezdama     | 1    | 0       | 1      |
| 13     | Luka Radović         | Kada dođe maj       | 0    | 1       | 1      |
| 14     | Dolce Hera           | Repeat              | 0    | 0       | 0      |
| 15     | Anastasija Koprolčec | Kraj                | 0    | 0       | 0      |
| 16     | Bend 9               | Stop war            | 0    | 0       | 0      |

## In Bazel
In Bazel trad Montenegro aan in de tweede halve finale. Nina zong als tweede act na Australië en voor Ierland. Beide landen inclusief Montenegro wisten zich niet te kwalificeren voor de finale op zaterdag. Na de finale werd de uitslag van de halve finales bekend gemaakt daaruit bleek dat Montenegro als laatste was geëindigd in de halve finale. De enige (twaalf) punten kwamen uit Servië.
2007 · 2008 · 2009 · 2010-2011 · 2012 · 2013 · 2014 · 2015 · 2016 · 2017 · 2018 · 2019 · 2020-2021 · 2022 · 2023-2024 · 2025
Albanië · Armenië · Australië · Azerbeidzjan · België · Cyprus · Denemarken · Duitsland · Estland · Finland · Frankrijk · Georgië · Griekenland · Ierland · IJsland · Israël · Italië · Kroatië · Letland · Litouwen · Luxemburg · Malta · Montenegro · Nederland · Noorwegen · Oekraïne · Oostenrijk · Polen · Portugal · San Marino · Servië · Slovenië · Spanje · Tsjechië · Verenigd Koninkrijk · Zweden · Zwitserland